# Battalus
Genre
Battalus est un genre d'araignées aranéomorphes de la famille des Corinnidae.

## Distribution
Les espèces de ce genre sont endémiques d'Australie.

## Liste des espèces
Selon World Spider Catalog (version 17.5, 07/10/2016) :
- Battalus adamparsonsi Raven, 2015
- Battalus baehrae Raven, 2015
- Battalus bidgemia Raven, 2015
- Battalus boolathana Raven, 2015
- Battalus byrneae Raven, 2015
- Battalus diadens Raven, 2015
- Battalus helenstarkae Raven, 2015
- Battalus microspinosus Raven, 2015
- Battalus rugosus Raven, 2015
- Battalus semiflavus (Simon, 1896)
- Battalus spinipes Karsch, 1878
- Battalus wallum Raven, 2015
- Battalus zuytdorp Raven, 2015

## Publication originale
- Karsch, 1878 : Exotisch-araneologisches. 2. Zeitschrift für die gesammten Naturwissenschaften, vol. 51, p. 771-826.